# Frank Petersen
Frank Petersen (bürgerlich Frank Grischy, * 30. April 1951 in Landau in der Pfalz) ist ein deutscher Schlagersänger.

## Biographie
Von 1994 bis heute hat Petersen regelmäßige Fernsehauftritte im SWR, MDR Fernsehen, ARD und ZDF.
Frank Petersen war häufig in Fröhlicher Weinberg, Fröhlicher Alltag und Immer wieder sonntags mit Stefan Mross vertreten.
In der Sendung Die Schlagerparade der Volksmusik mit Andy Borg gewann er am 6. April 1998 mit dem Titel Canto d´amore den ersten Platz. Auch mit dem Titel So wie Du erreichte der Pfälzer Sänger im Jahre 2001 mit seiner kleinen Duopartnerin Romana einen weiteren ersten Platz in der Schlagerparade der Volksmusik. Dieser Titel wurde auf dem Album Musik wirkt Wunder im Jahr 2001 veröffentlicht.
Mit Montagna Silencio qualifizierte er sich 2003 für die Sondersendung Die goldene Stimmgabel.
Von 2003 bis 2009 war Frank Petersen mit seinen Pfälzer Liedern in der Badisch-Pfälzischen Fasnacht auf SWR Fernsehen zu sehen. 2005 erschien seine DVD Ich bin en Pälzer Bu, die unter Georg Martin Lange realisiert und veröffentlicht wurde. Rezipiert wurde diese auch in den USA und in Kanada. Seit der Heilung von einer Krankheit im Frühjahr 2010 singt Petersen verstärkt Kirchenkonzerte. Sein Kirchenmusik-Repertoire setzt sich aus Kirchenliedern, Klassikern wie dem Ave Maria von Franz Schubert und eigens für ihn komponierten Titeln zusammen. Im September 2011 wurde die Single Das Licht der Welt veröffentlicht.
Das Drehbuch zu Frank Petersen: meine Gäste, meine Lieder (2010) schrieb er selbst. Diese Produktion wurde auf Bibel TV als 6-teilige Sendung ausgestrahlt.
Im Juli 2015 veröffentlichte Petersen sein neues Album Schau nach vorn. Enthalten sind acht neue Songs und drei neu aufgenommene Lieder Wie Caruso, Rosa sowie Als Fremde kommen, als Freunde gehen. Mit dem Album und seinem Motto „Lebensfreude durch Lebenshilfe“ unterstützt Petersen die Lebenshilfe.
Der Schlagersender SWR4 stellte Petersens aktuelle Single Schau nach vorn in der volkstümlichen Hitparade vor. Der Song stieg am 20. August 2015 auf Platz 2 ein. In der folgenden Woche erreichte Schau nach vorn den ersten Platz und konnte diese Platz zwei weitere Male halten.
Frank Petersen war jedes Jahr im Vorprogramm der Kastelruther Spatzen beim Kastelruther Spatzen-Open Air auf der Freilichtbühne Loreley. Am 22. August 2015 war Petersen Moderator des letzten Kastelruther Spatzen-Open Air 2015, welches aufgrund eines Vertragsbruchs seitens der Loreley Venue Management GmbH in die Conlog Arena in Koblenz verlegt wurde. Zuerst traten die Kastelruther Spatzen mit ihrem aktuellen Programm auf, danach präsentierten die Amigos ihre aktuellen und besten Hits. Auch Frank Petersen präsentierte vorab die drei Songs Sommerregen auf der Haut, Schau nach vorn und Du bist Himmel und Hölle.

## Diskografie

### Studioalben
- 1992: Meine Gefühle
- 1998: Ich lieb' das Leben
- 1998: Zum Wohl die Pfalz
- 2000: Die Nummer 1
- 2001: Musik wirkt Wunder
- 2003: … immer noch Hits
- 2005: ...das bin ich
- 2007: Alles super
- 2007: Immer zur Weihnachtszeit
- 2009: Jetzt schlägt's 13
- 2010: Meine Seele ruft nacht Dir
- 2012: Die Frauen vom Land
- 2014: Ich gehe meinen Weg
- 2015: Schau nach vorn
- 2021: Mach mit - Bleib Fit
- 2024: Frieden fängt im Herzen an

### Singles
- Jetzt schlägt's 13 (2009)
- Das Licht der Welt (2011)
- Wir sind die Nummer Eins (2012)
- Die Frauen vom Land (2012)
- Ich gehe meinen Weg (2014)
- Schau nach vorn (2015)
- Himmel und Hölle (2016)